# Horizonbak

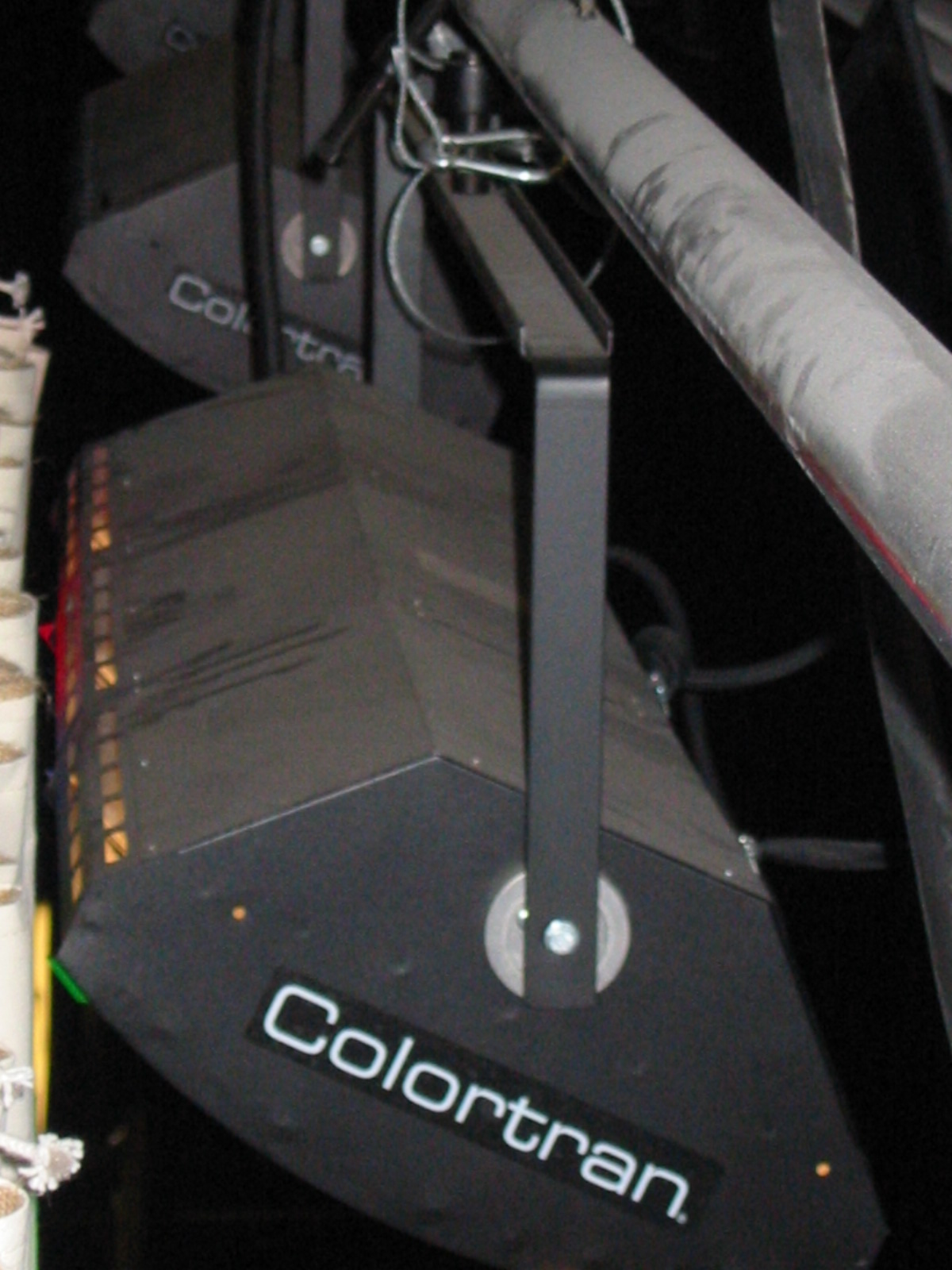
Horizonbakken boven het toneel

Een horizonbak is een term uit de theaterwereld voor een asymmetrische floodlight die wordt gebruikt om een horizondoek egaal te kunnen belichten. Een horizonbak kan het horizondoek zowel van onderen als van boven belichten. Op de grond geplaatst wordt een horizonbak een 'vloerbak' genoemd. Door het gebruik van een speciale parabolische spiegel wordt het licht egaal over het hele vlak verdeeld. De spiegel zorgt ervoor dat het licht in overeenstemming met de werpafstand wordt verdeeld. Zo wordt bij een horizonbak die wordt gebruikt om een horizondoek van boven te belichten het meeste licht naar de onderzijde van het doek afgebogen. 
De horizonbak bevat een buisvormige halogeenlamp en wordt voorzien van een kleurfilter. Meestal worden er voor schouwburgen vier horizonbakken in één frame gemonteerd. De in kwadrant geplaatste bakken worden dan meestal RGB+OW (Rood-Groen-Blauw + Open Wit) gekleurd. Er zijn 6 tot 10 van deze 'vierbakken' nodig om een groot horizondoek over de volle breedte egaal te kunnen belichten. Met dimmers kan de lichtsterkte per kleur worden geregeld. Zo wordt het ook mogelijk om kleuren te mengen. Door wit licht (OW) te mengen kan de mate van verzadiging van de kleur worden beïnvloed. In kleine zalen is er meestal niet voldoende ruimte om 'vierbakken' te kunnen plaatsen. Er worden dan frames gebruikt waarin 2 of 3 horizonbakken naast elkaar zijn geplaatst. (Zie afbeelding.) 